# Renfe série 1 à 7
La série 1 à 7 est une série de locomotives électriques construites en 1907 par Brown Boveri pour le Ferrocarril del Sur.
Elles ont été vite reprises par la Compañía de los Ferrocarriles Andaluces pour circuler sur les fortes rampes entre Gérgal et Santa Fe de Mondújar sur la  ligne Linares - Almería. Cette ligne était électrifiée en triphasé (avec deux caténaires) pour pouvoir récupérer l’énergie de freinage des trains de minerai descendant chargés et remontant à vide. Le profil de la ligne ainsi que la faible charge à l'essieu admissible expliquent que ces motrices étaient généralement utilisées en double traction (parfois même triple).

## Machine préservée
La machine n° 3 est conservé au Musée du chemin de fer de Madrid Delicias.